# TVP3 Poznań

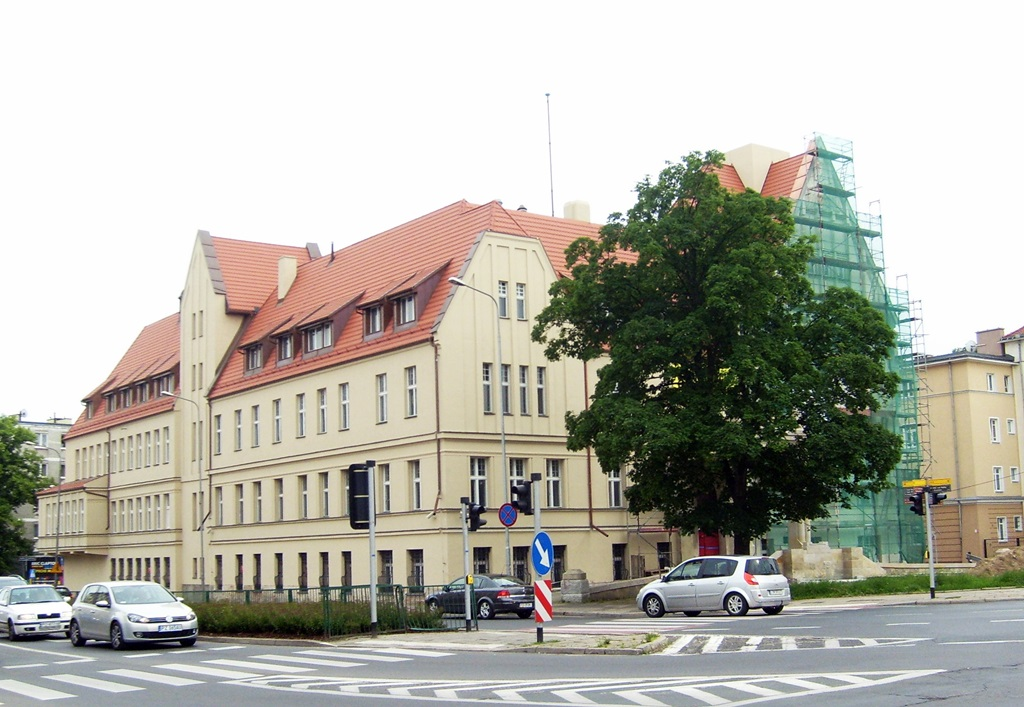
Dawna siedziba TVP3 Poznań na Alei Niepodległości 30 (2013)

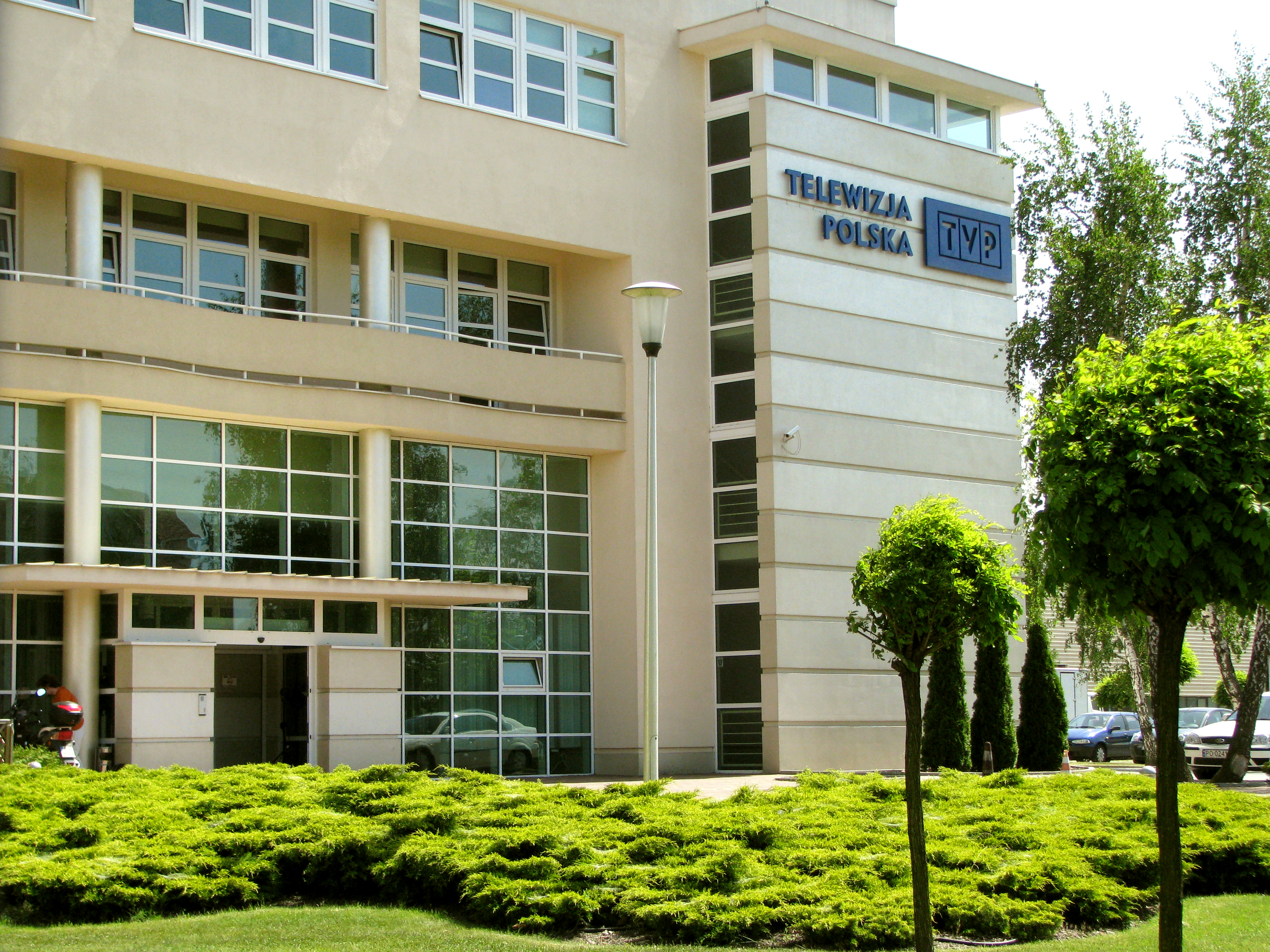
Siedziba TVP3 Poznań na ulicy Serafitek 8 (2008)

TVP3 Poznań (Telewizja Polska SA Oddział w Poznaniu, Telewizja Poznańska, Telewizja Poznań, dawniej PTV, PTV3, TVP Poznań, potocznie niegdyś petefałka) – oddział terenowy Telewizji Polskiej obejmujący swym zasięgiem województwo wielkopolskie z siedzibą główną w Poznaniu. Sztandarowym programem TVP3 Poznań jest serwis informacyjny Teleskop. Pierwszym dyrektorem Telewizji Poznań był Jerzy Hoffmann.
Kanał TVP3 Poznań nadawany jest w ramach niekodowanego (bezpłatnego w odbiorze) trzeciego multipleksu naziemnej telewizji cyfrowej (MUX 3). Dostępny jest również w sieciach kablowych oraz można oglądać go za darmo w Internecie za pośrednictwem takich serwisów jak TVP Stream, TVP VOD i TVP GO.

## Kalendarium
- 1 maja 1957 – pierwszy program oglądany wtedy w zaledwie 100 odbiornikach zarejestrowanych w mieście. Stacja nadawała początkowo trzy razy w tygodniu. Wszystkie programy kulturalne, sportowe, informacyjne, publicystyczne i popularnonaukowe powstawały na miejscu. Programy przeznaczone na antenę ogólnopolską, z powodu braku łączy, nadawane były przez pierwsze dwa lata z Łodzi. Realizatorów, wykonawców i całe zaplecze techniczne dowożono tam autobusami. Telewizja Poznań od początku swojego istnienia korzystała ze studia zorganizowanego na terenie Międzynarodowych Targów Poznańskich przy ul. Głogowskiej, później również ze studia przy ul. Strusia[2][4][5].
- 1959 – ruszyło pierwsze, prowizoryczne łącze radiowe, co pozwoliło włączyć ośrodek do ogólnopolskiej sieci stacji telewizyjnych i odbierać programy z zagranicy[4]
- 1966 – początek realizacji programów poza studiem, do użytku wszedł bowiem pierwszy eksperymentalny wóz transmisyjny polskiej produkcji[4].
- 1973 – programy zaczęto rejestrować na taśmie magnetycznej[4].
- 1977 – do ośrodka trafiła pierwsza kamera dźwiękowa[4]
- 1979 – rozpoczęto nadawanie programu w kolorze[4]
- 1984 – pierwsza kamera systemu U-matic, dzięki temu odstąpiono od realizacji aktualności w technice filmowej[4].
- 1989 – przejście na system Betacam[4].
- 1 czerwca 1994 o 7:10[6] – uruchomiono całodzienny program regionalny pod nazwą PTV3 z nowej i specjalnie przystosowanej do potrzeb telewizji siedziby przy al. Niepodległości. W pierwszych miesiącach, w przerwach nadawania programu retransmitowano program TV Polonia[7]. W latach dziewięćdziesiątych unowocześniono technologię realizacyjną – wprowadzono montaż cyfrowy, zakupiono wóz satelitarny i łączowy, zaczęto stosować systemy cyfrowe DVCAM (Sony) i DVCPRO (Panasonic), poszerzono zasięg nadawania[4].
- 5 września 1994 o 15:10 – Telewizja Poznań wraz z pozostałymi ośrodkami TVP rozpoczęła emisję codziennego, początkowo prawie czterogodzinnego bloku wspólnych pasm programowo-reklamowych o charakterze ogólnopolskim pod nazwą TVP Regionalna[8].
- 23 lutego 1995 – PTV3 uruchomiła regionalny teletekst[9].
- 28 grudnia 1998 – w Zielonej Górze został uruchomiony nadajnik o mocy 100 kW na kanale 49 (w miejsce Polsatu)[10].
- 1999 – przejście na emisję w technologii cyfrowej[11].
- 28 lutego 2001 – powołanie Lubuskiego Ośrodka Regionalnego TVP SA w Gorzowie Wielkopolskim, podlegającego bezpośrednio Oddziałowi Terenowemu w Poznaniu. Utworzona została również redakcja w Zielonej Górze. Ośrodek usamodzielnił się 1 stycznia 2005 roku[12].
- grudzień 2001 – został uruchomiony nadajnik w Kaliszu o mocy 10 kW na kanale 31[13][14].
- 3 marca 2002 – poznański ośrodek zaczyna nadawać w ramach stacji informacyjno-regionalnej TVP3 jako TVP3 Poznań[15].
- 6 października 2002 – uruchomiono program poznańskiej TVP3 na kanale 38 z nadajnika w Koninie o mocy 3 kW[16], znajdującego się na ul. 11 Listopada[13][14][17].
- 7 marca 2003 – zmiana logo i oprawy graficznej tak jak w pozostałych programach Telewizji Polskiej[18].
- 8 grudnia 2003 – poznański ośrodek TVP3 zaczyna nadawać swój program za pośrednictwem nadajnika w Śremie. Telewizja zrezygnowała z korzystania z nadajnika na poznańskim Piątkowie, ponieważ nie można było zwiększyć jego mocy ze względów bezpieczeństwa. Dzięki temu nadajnikowi program z Poznania docierał do całej środkowej i południowej Wielkopolski[19].
- 15 grudnia 2003 – oficjalne otwarcie własnej, zbudowanej od podstaw siedziby przy ul. Serafitek na Świętym Rochu[4][20].
- 1 stycznia 2005 – województwo lubuskie zostało przejęte przez nowo powstały oddział terenowy TVP SA w Gorzowie Wielkopolskim[21].
- 30 marca 2005 – z Konina przeniesiono nadajnik do RTCN Żółwieniec i zwiększono moc do 20 kW na kanale 30[22].
- 2006 – pojawiły się pierwsze cyfrowe kamery reporterskie zapisujące w technologii niebieskiego lasera w systemie XDCAM firmy Sony[4].
- październik 2006 – TVP3 Poznań zaczyna nadawać cyfrowo w sieciach kablowych[23].
- 31 maja 2007 – TVP3 Poznań zaczyna nadawać w testowym multipleksie naziemnej telewizji cyfrowej w standardzie DVB-T MPEG-4/H.264, który nadawano z obiektu RTCN Śrem na kanale 39[24]. W ramach multipleksu testowego nadawano także inne kanały telewizyjne – TVP1, TVP2, TVP Historia, TVP Kultura, TVP Sport oraz stacje radiowe – PR 1, PR 2, PR 3 i Radio Merkury. 9 listopada tego samego roku moc nadajnika zwiększono do 50 kW[25][26].
- 6 października 2007 – poznański program zmienia nazwę na TVP Poznań i zaczyna nadawać w ramach pasm lokalnych TVP Info[27].
- 2009 – Telewizja Poznań rozpoczęła produkcję programów w technologii HD[4].
- 27 października 2010 – TVP Poznań zaczęła nadawać swoje programy w trzecim multipleksie naziemnej telewizji cyfrowej (MUX 3)[28].
- 30 grudnia 2010 o godz. 16:00 – program lokalny TVP Poznań ostatni raz był retransmitowany na antenie Dwójki[29].
- 2011 – wyróżnienie oddziału statuetką „Dobosz Powstania Wielkopolskiego”, przyznawaną przez Zarząd Główny Towarzystwa Pamięci Powstania Wielkopolskiego 1918/1919[30].
- 30 sierpnia 2011 – 1 września 2013 – program TVP Poznań został dodany do MUX 3, jako druga wersja regionalna TVP Info, z nadajników RON Gorzów Wielkopolski/Podmiejska i SLR Bydgoszcz/Chodkiewicza[31]
- październik 2011 − Telewizja Polska sprzedała opuszczoną dawną siedzibę TVP Poznań przy Alei Niepodległości 30. Nowym właścicielem został prywatny przedsiębiorca z Poznania[32].
- 1 czerwca 2012 – program TVP Poznań został zastąpiony w MUX 3, jako druga wersja regionalna TVP Info, programem TVP Gorzów z nadajnika RON Gorzów Wielkopolski/Podmiejska[33].
- 25 lutego 2013 – poznański program regionalny można oglądać bezpłatnie w Internecie dzięki stronie internetowej i aplikacji TVP Stream[3].
- 20 maja 2013 – wyłączono ostatnie nadajniki analogowe ośrodka[34].
- 1 września 2013 – TVP Poznań nadaje programy w ramach nowego kanału TVP Regionalna[35].
- 2 stycznia 2016 – powrócono do dawnej nazwy TVP3 Poznań, jednocześnie wydłużyła się emisja programu regionalnego[36].
- 30 marca 2020 – 2 czerwca 2020 – TVP3 Poznań wyprodukowała 150 lekcji Szkoły z TVP[37][38]
- 14 lutego 2022 – TVP3 Poznań można oglądać bezpłatnie dzięki aplikacji TVP GO dostępnej na systemach iOS i Android[39].
- 28 lutego 2022 – poznański ośrodek TVP otrzymał nowy wóz transmisyjny w technologii HD z możliwością szybkiej przebudowy do jakości 4K. W wozie znajdują się dwa stanowiska powtórkowe, najnowszy mikser wizji Sony, zaawansowany mikser audio (pozwalający m.in. obsługiwać dźwięk przestrzenny), zabezpieczenie systemów pozwalające działać nawet w przypadku awarii. Podobne wozy otrzymały również ośrodki w Gdańsku i Lublinie, a ich połączenie w jedną całość daje możliwość realizacji wydarzeń nawet na 36 kamer jednocześnie[40].
- 25 kwietnia 2022 – uruchomiono nowy nadajnik MUX 3, gdzie nadawany jest program TVP3 Poznań, w Dębówcu koło Gniezna[41].
- 1 czerwca 2023 – TVP3 Poznań można oglądać bezpłatnie w serwisie TVP VOD[42].
- 27 listopada 2023 – podniesiono wysokość zawieszenia nadajnika MUX 3 i zwiększono jego moc z 15 do 100 kW z masztu RTCN Żółwieniec[43].
- 15 grudnia 2023 – TVP3 Poznań rozpoczyna nadawanie w HD, przy okazji zmiany standardu nadawania nadajników MUX 3 na DVB-T2/HEVC[44][45].
- 20-27 grudnia 2023 – zawieszenie nadawania programu w związku ze zmianami we władzach TVP podjętymi przez ministra kultury i dziedzictwa narodowego Bartłomieja Sienkiewicza[46][47].

## Nadajniki naziemne TVP3 Poznań

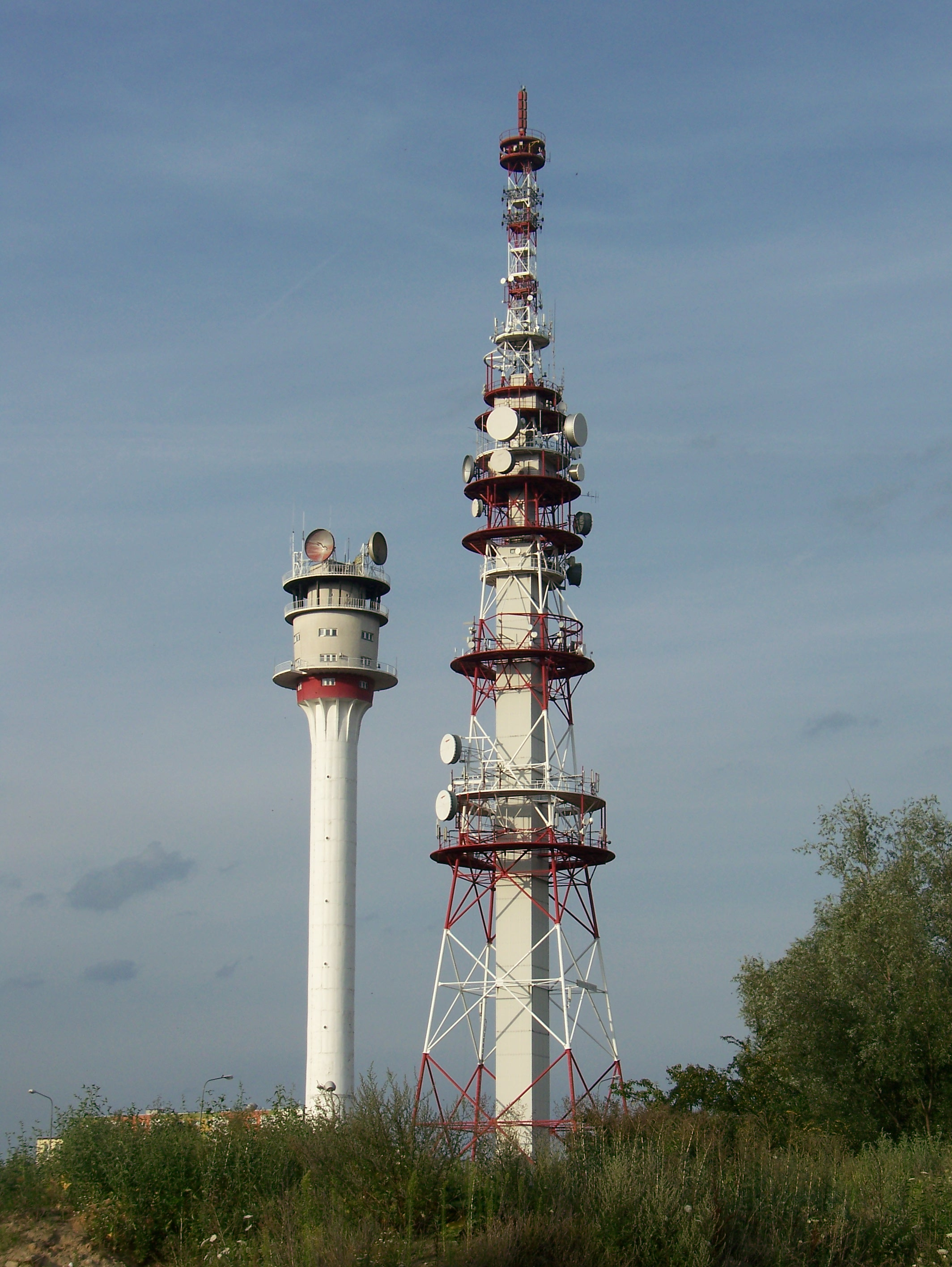
Wieże radiowo-telewizyjne Stacji Linii Radiowych Piątkowo (2007)

### Nadajniki analogowe wyłączone w 2013 roku
Telewizja Poznań swoim zasięgiem obejmowała Wielkopolskę z wyłączeniem powiatów pilskiego, złotowskiego oraz północnej części powiatów czarnkowskiego i chodzieskiego. Poznański oddział TVP SA starał się o uruchomienie nadajnika analogowego w Pile, ale w tym rejonie nie było wolnych częstotliwości, dlatego sygnał telewizji poznańskiej docierał do tamtejszych widzów wyłącznie za pośrednictwem telewizji kablowych. Zmieniło się to dopiero po uruchomieniu nadajników cyfrowych.
| Typ obiektu | Nazwa obiektu    | Częstotliwość (MHz) | Kanał | Charakterystyka promieniowania | Polaryzacja | Moc (kW) | Data uruchomienia nadajnika | Data wyłączenia nadajnika |
| ----------- | ---------------- | ------------------- | ----- | ------------------------------ | ----------- | -------- | --------------------------- | ------------------------- |
| RTCN        | Poznań/Śrem      | 719,25 MHz          | 52    | dookólna (ND)                  | pozioma (H) | 200 kW   | 8 grudnia 2003              | 28 listopada 2012         |
| RTCN        | Konin/Żółwieniec | 543,25 MHz          | 30    | dookólna (ND)                  | pozioma (H) | 20 kW    | 30 marca 2005               | 20 maja 2013              |
| SLR         | Kalisz/Chełmce   | 551,25 MHz          | 31    | dookólna (ND)                  | pozioma (H) | 10 kW    | grudzień 2001               | 20 maja 2013              |

Opracowano na podstawie materiału źródłowego.

### Nadajniki cyfrowe DVB-T2MUX 3
Wszystkie nadajniki są położone w województwie wielkopolskim z wyjątkiem nadajnika RTCN Rusinowo, który znajduje się w województwie zachodniopomorskim. 25 kwietnia 2022 roku ze względu na zmianę standardu nadawania na DVB-T2/HEVC (nie dotyczyło to MUX 3 i MUX 8) w województwach kujawsko-pomorskim, pomorskim, zachodniopomorskim, wielkopolskim oraz w części województwa warmińsko-mazurskiego i mazowieckiego oraz tzw. refarming, czyli zwolnienie kanałów telewizyjnych na potrzeby telefonii komórkowej, uruchomiono nowy nadajnik i zwiększono moc emisji z dotychczasowych obiektów. 15 grudnia 2023 roku zmieniono standard nadawania nadajników MUX 3 na DVB-T2/HEVC.  
| Typ obiektu | Nazwa obiektu             | Częstotliwość (MHz) | Kanał | Charakterystyka promieniowania | Polaryzacja | Moc (kW) | Data uruchomienia nadajnika |
| ----------- | ------------------------- | ------------------- | ----- | ------------------------------ | ----------- | -------- | --------------------------- |
| RTCN        | Poznań/Śrem               | 522 MHz             | 27    | dookólna (ND)                  | pozioma (H) | 110 kW   | 27 października 2010        |
| RTCN        | Piła/Rusinowo             | 554 MHz             | 31    | dookólna (ND)                  | pozioma (H) | 100 kW   | 27 października 2010        |
| RTCN        | Kalisz/Mikstat            | 554 MHz             | 31    | dookólna (ND)                  | pozioma (H) | 100 kW   | 20 maja 2013                |
| RTCN        | Konin/Żółwieniec          | 554 MHz             | 31    | dookólna (ND)                  | pozioma (H) | 100 kW   | 20 maja 2013                |
| TON         | Gniezno/Dębówiec          | 522 MHz             | 27    | kierunkowa (D)                 | pozioma (H) | 40 kW    | 25 kwietnia 2022            |
| RTCN        | Gniezno/Chojna            | 554 MHz             | 31    | dookólna (ND)                  | pozioma (H) | 23 kW    | 20 maja 2013                |
| SLR         | Poznań/Piątkowo           | 522 MHz             | 27    | dookólna (ND)                  | pozioma (H) | 20 kW    | 28 kwietnia 2014            |
| SLR         | Bolewice                  | 554 MHz             | 31    | kierunkowa (D)                 | pozioma (H) | 13 kW    | 7 listopada 2012            |
| SLR         | Kalisz/Chełmce            | 554 MHz             | 31    | dookólna (ND)                  | pozioma (H) | 5 kW     | 20 maja 2013                |
| TSR         | Wągrowiec/ul. Mickiewicza | 554 MHz             | 31    | kierunkowa (D)                 | pozioma (H) | 0,05 kW  | 28 listopada 2012           |
| TSR         | Chodzież/ul. Strzelecka   | 554 MHz             | 31    | dookólna (ND)                  | pozioma (H) | 0,019 kW | 20 maja 2013                |

Opracowano na podstawie materiału źródłowego.

## Programy TVP3 Poznań

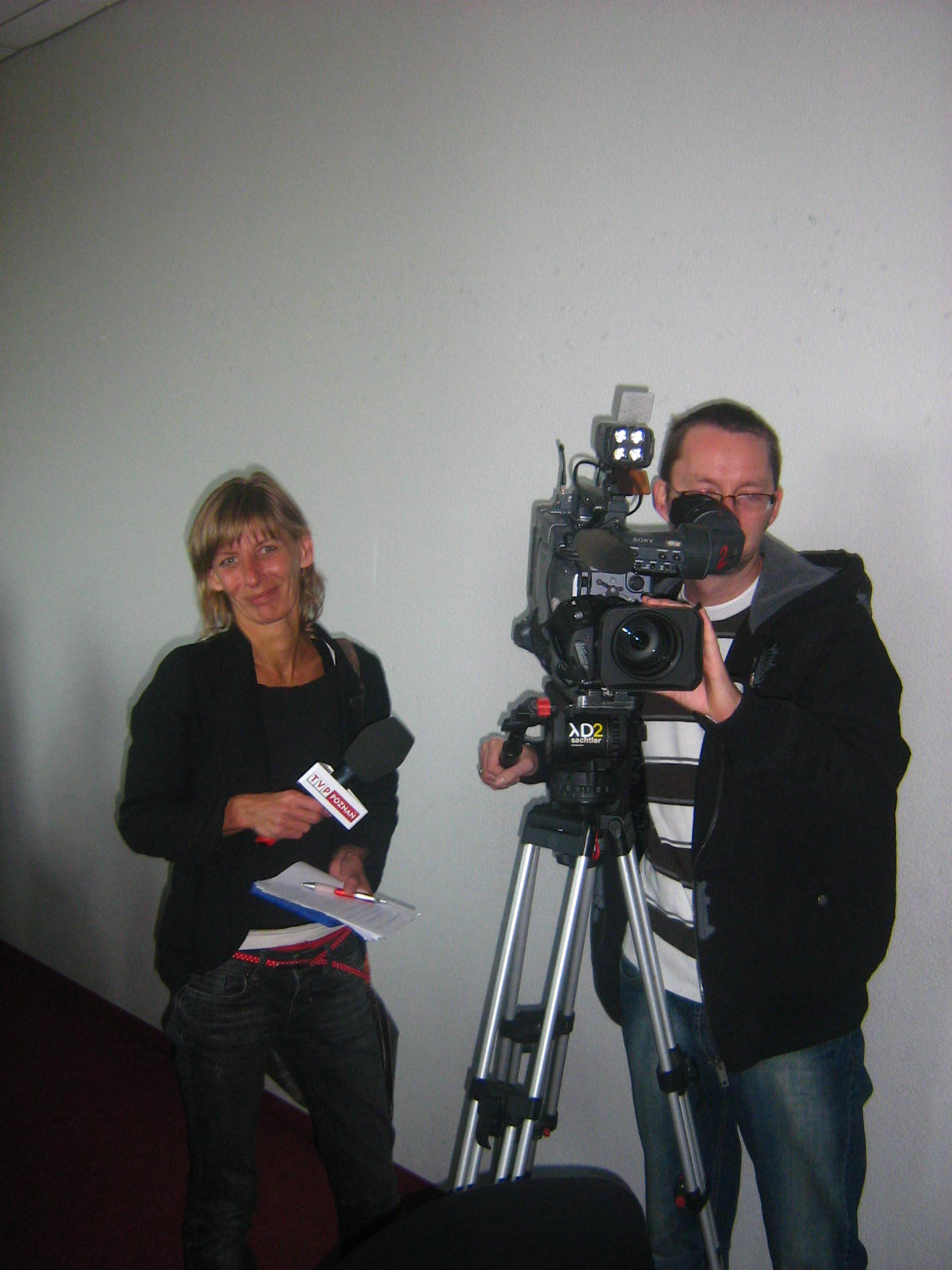
Reporterka Katarzyna Nowacka oraz operator kamery Artur Kubiak z oddziału TVP Poznań podczas realizowania materiału o GDJ w Poznaniu (2008)

Ramówka obejmuje m.in. programy informacyjne z regionu, publicystyczne, przyrodnicze, reportaże, transmisje z mszy świętych, transmisje sportowe oraz relacje z koncertów, spektakli i wystaw.

### Programy własne (stan na wiosnę 2025)
Programy informacyjne
- Teleskop (1975-1989, od 1994 roku) – program informacyjny ośrodka w Poznaniu[57].
- Pogoda – prognoza pogody[58].

Programy publicystyczne

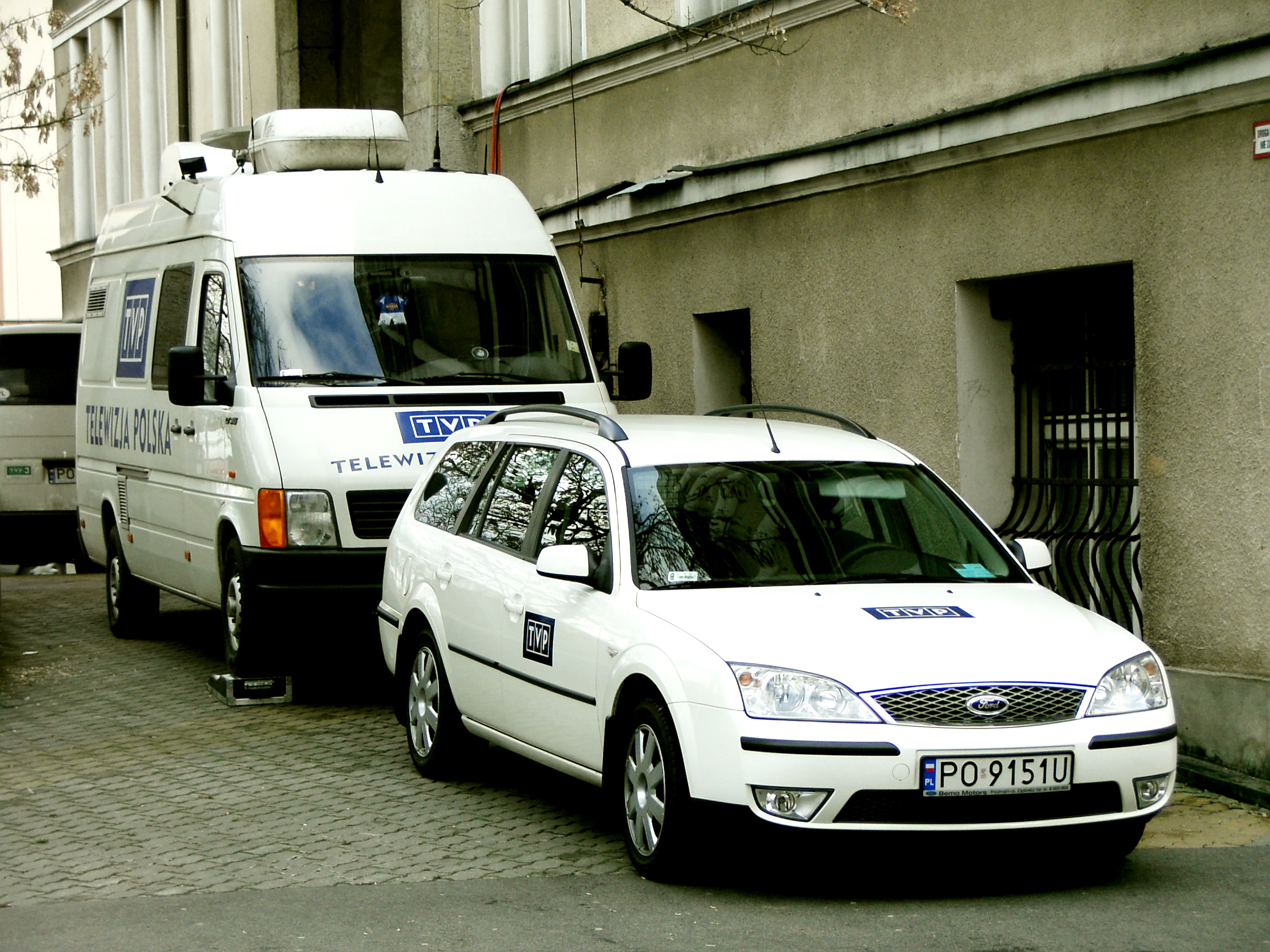
Wozy reporterskie TVP3 Poznań (2007)

- Rozmowa dnia (od 2024 roku) – codzienny program publicystyczny[59]
- Rozmowa dnia – Stonewall (od 2024 roku) – program publicystyczny poświęcony społeczności LGBT+ ukazujący się co dwa tygodnie[60]
- Rozmowa dnia – ks. Wojciech Nowicki (od 2024 roku) – program publicystyczny, prowadzony przez ks. Wojciecha Nowickiego, poświęcony religii chrześcijańskiej ukazujący się co dwa tygodnie[61]
- Łączymy (od 2024 roku) – w programie na żywo głos zabierają widzowie dzwoniący do studia[62].
- Seniorzy łączą (od 2025 roku) – program na żywo dla seniorów i o seniorach[63].
- Eurofakty (od 2024 roku) – tematy, które decydują o życiu milionów Europejczyków w rozmowach z ekspertami i ekspertkami[64].

Programy sportowe
- Sport – serwis informacyjny z aren sportowych Wielkopolski[65].
- Sportowy weekend (od 2013 roku) – podsumowanie najważniejszych wydarzeń sportowych tygodnia. W programie dominują informacje o najważniejszych wydarzeniach sportowych w regionie, a także rozmowy z gośćmi – ludźmi wielkopolskiego sportu[66].
- Reportaże sportowe – reportaże, transmisje i retransmisje z najważniejszych wydarzeń sportowych w Wielkopolsce[67].
- Trener osiedlowy i senioralny AWF (od 2016 roku) – magazyn o największym w Europie zespolonym programie profilaktyki ruchowej dla dzieci, młodzieży i seniorów, realizowanym przez Fundację na rzecz Akademii Wychowania Fizycznego im. E. Piaseckiego w Poznaniu[68].

Religia
- Z życia Kościoła – informator o bieżących uroczystościach i wydarzeniach w wielkopolskich kościołach[69].

Społeczeństwo

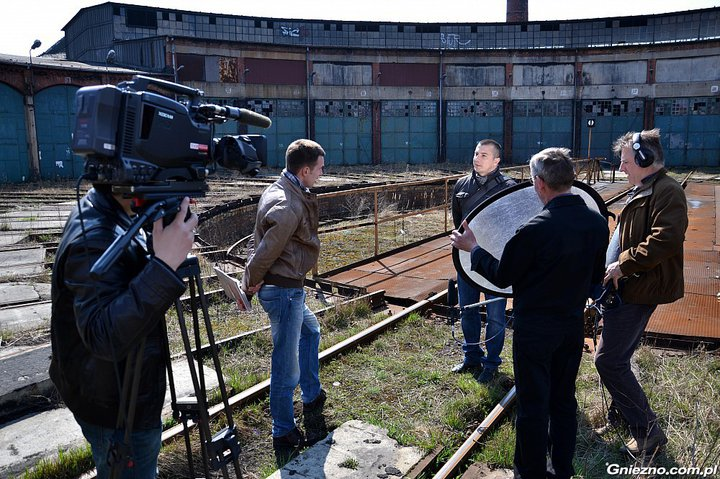
Ekipa Pociągu do Wielkopolski podczas nagrywania programu (2015)

- Pociąg do Wielkopolski (2010-2012, od 2013 roku) – program pokazuje, co w najbliższych latach zmieni się na wielkopolskiej kolei, w jakim kierunkach będzie się ona rozwijać, a także jak wykorzystać potencjał i istniejącą infrastrukturę PKP[70].
- Medycyna i Ty – poradnikowy magazyn medyczny poświęcony tematyce zdrowotnej i profilaktyce. Ze względu na różnorodną tematykę skierowany jest do szerokiego spektrum odbiorców[71].
- Wiek to tylko liczba (od 2023 roku) – program promujący aktywność seniorów[72]

Gospodarka
- Flesz Targowy (od 2019 roku) – magazyn o wydarzeniach odbywających się na Międzynarodowych Targach Poznańskich[73].

Kultura i sztuka
- Ewa i jej goście – program, w którym Ewa Siwicka spotyka się ze znanymi i lubianymi osobami, by porozmawiać o ich pracy, życiu i planach[74].
- Informator kulturalny (od 2025 roku) – informacje o nachodzących imprezach kulturalnych[75].
- Kontrapunkt. Rozmowy o książkach (od 2025 roku) – w programie o literaturze najnowszej, prozie, poezji i dramacie dyskutują: prof. Przemysław Czapliński, Piotr Śliwiński, dr Agnieszka Waligóra i dr Weronika Szwebs. Program emitowany jest raz w miesiącu[76][77].
- Scena Telewizji (od 2025 roku) – telewizyjne transmisje na żywo spektakli teatralnych dla dzieci[78][79].

Wypoczynek i rekreacja
- Podróże po Wielkopolsce (od 2017 roku) – program podpowiadający pomysły na weekendowe wyjazdy z rodziną lub znajomymi do ciekawych przyrodniczo i historycznie zakątków Wielkopolski[80].

### Programy nieemitowane w TVP3 Poznań (niepełna lista)
Programy informacyjne i publicystyczne
- Eko prognoza dla Wielkopolski
- Tej! Poranek. Rychło Rano (2016-2017)
- Biznes Teleskop
- Tydzień w Teleskopie
- Okiem reportera
- Teleskop gospodarczy
- Teleskop ekonomiczny
- Przy jednym stole
- Kalejdoskop Wielkopolski Wschodniej
- Kalejdoskop Wielkopolski Zachodniej
- Rozmowa dnia
- Wywiad Teleskopu
- Teleskop z powiatów (2021) – w całości poświęcony jest temu, co dzieje się w miejscowościach położonych daleko od wielkomiejskich ośrodków Wielkopolski i przygotowywany w oparciu o materiały reporterów TVP3 Poznań, dziennikarzy lokalnych mediów, pracowników domów kultury, a także członków klubów filmowych[81].
- Wielkopolska Warta Poznania (2017-2024) – popołudniowe pasmo programowe w formule studia otwartego prowadzą młodzi i dynamiczni prezenterzy pod okiem doświadczonych wydawców. Codziennie w studiu przy ulicy Serafitek 8 pojawia się od kilku do kilkunastu gości. W programie m.in. rozmowy i wywiady na temat tego co wydarzyło się w Wielkopolsce i co zdarzyło się w Poznaniu[82][83].

- Lustra (2016-2024) – debata polityków i ekspertów w studiu TVP3 Poznań. Punktem wyjścia do dyskusji w programie jest konkretne zagadnienie, które odsyła do szerszych ujęć problemu, związanego z funkcjonowaniem Wielkopolski w ramach większych struktur: ogólnopolskiej, europejskiej, światowej[84].
- Temat Dnia (2017-2024)[85]
- Wydarzyło się w Wielkopolsce
- Zdarzyło się w Poznaniu

- Witaj Wielkopolsko! (2018-2023) – poranne pasmo TVP3 Poznań z aktualnymi informacjami z Wielkopolski, raporty z dróg, przegląd prasy, portali internetowych, serwis pogodowy, a także ciekawe rozmowy w studiu z zaproszonymi gośćmi[86][87].
- Czas i przestrzeń (2021-2022) – w programie są poruszane tematy związane z polityką, geopolityką i stosunkami międzynarodowymi[88].
- Nie stój obok (2022) – audycja skierowana jest przede wszystkim do obywateli Ukrainy uciekających przed wojną i szukających schronienia w Polsce, ale też do Polaków, którzy im pomagają[89].

Programy sportowe
- Sportowe wspomnienia (2020-2021) – archiwalne relacje z najbardziej spektakularnych wydarzeń sportowych, jakie odbyły się w historii Wielkopolski.
- Domowa gimnastyka starszaka (2020-2021) – w programie prezentowane są proste, domowe ćwiczenia poprawiające kondycję fizyczną seniorów.
- Sportowe kariery (do 2020 roku) – program przedstawiający sylwetki i drogi sportowe znanych wielkopolskich sportowców.
- Lech TV – program przygotowywany przez media klubowe Lecha Poznań, pokazujący codzienne życie klubu z Bułgarskiej.
- Wielkopolska na sportowo (2014-2019) – najsilniejsze ośrodki sportowe w Wielkopolsce, w których priorytetem jest praca z młodzieżą, to nie tylko Poznań, Konin, Kalisz, Leszno, czy Piła. W poszczególnych powiatach jest wiele mniejszych klubów sportowych, które wychowują przyszłych mistrzów.
- Tarnowo na sportowo (2017-2020)
- Poznań. Puchar. Kajakarstwo (2019) – cykl poprzedzający Puchar Świata w Kajakarstwie i Mistrzostwa Europy w Parakajakarstwie.
- Wioślarskie rodziny (2019)
- Sportowy wywiad
- Młodzieżowe Centra Sportu (2013–2015) – magazyn o utalentowanych młodych sportowcach z Poznania.
- Przez Poznań do Tokio (2018) – magazyn o przygotowaniach do Mistrzostw Świata U-23 w Wioślarstwie 2018.
- Miłośnicy białej broni (2016-2023) – program o florecistach i florecistkach dwóch czołowych poznańskich klubów: Warty oraz KU AZS-UAM[90].

Społeczeństwo
- Papieskie nauczanie (2006)
- Ja wSPAniała
- Na straży zdrowia publicznego (2019–2020) – cykl przybliża historię powstania oraz prezentuje tematy związane z najnowszymi osiągnięciami i wyzwaniami służb sanitarnych w Polsce.
- Ławica startów (2013) – magazyn poświęcony historii i teraźniejszości poznańskiego Portu Lotniczego Poznań - Ławica[91].
- Kurier akademicki
- Starszaki (2019-2023) – w programie spotkają się starsi i młodsi. Program pokazuje fantastycznych ludzi, ciekawe miejsca, a także zachęca do wyjścia z domu.

Gospodarka
- 100-lecie złotego (2019)
- Wielkopolskie firmy (2018-2019) – program o firmach działających w Wielkopolsce, gdzie swoją produkcję umieściło wielu znaczących producentów.
- Zmieniamy Wielkopolskę (2016−2018) – program o wdrażaniu WRPO na lata 2014-2020 w Wielkopolsce.
- Magazyn targowy (2012-2018) – telewizyjne okno na wydarzenia, ludzi i pomysły na przyszłość, jakie prezentowane są na terenie Międzynarodowych Targów Poznańskich.
- Społecznie i z zyskiem (2016-2020) – program o integracji małych społeczności w Wielkopolsce.
- Podatki płać! Dlaczego? (2020-2022) – porady i najnowsze informacje o zmianach podatkowych.
- Rodzina bezpieczna finansowo (2022) – to program, w którym w rozmowie z ekspertami radzi jak planować domowy budżet, jak zabezpieczyć swoją przyszłość finansową, a także w co zainwestować pieniądze. W programie pojawiają się także informacje dla przyszłych emerytów i kredytobiorców oraz podpowiedzi jaką polisę lub ubezpieczenie wybrać.
- Biznes Wielkopolski (2024) – przegląd wydarzeń gospodarczych z Wielkopolski[92].

Historia
- Lustra historii (2018-2019) – program o niezwykle interesującej historii Powstania Wielkopolskiego.
- Zapomniane historie (2016-2020) – program o mało znanych faktach z najnowszej historii Wielkopolski. W programie są prezentowane przede wszystkim wydarzenia z lat 1939-1989, pokazujące niepokorną postawę wobec władz PRL-u, a także tematy walki z okupantem niemieckim podczas II wojny światowej.
- Spadkobiercy Powstania Wielkopolskiego (2008) – program zrealizowany w 90. rocznicę wybuchu Powstania Wielkopolskiego
- Kalendarium Powstania Wielkopolskiego (2013) – program o Powstaniu Wielkopolskim zrealizowany w 95. rocznicę jego wybuchu
- Prawem wilka (2017) – cykl o Żołnierzach Wyklętych.
- Wielkopolska Enigma (2012−2013) – autorzy programu wędrują po Poznaniu i Wielkopolsce w poszukiwaniu miejsc niezwykłych, tajemniczych i nieodkrytych. Magazyn pokazuje też historie wyjątkowych ludzi i wydarzeń.
- Wielkopolska każdego dnia (2021-2024) – codzienny program historyczny prezentujący postaci, wydarzenia, fakty i ciekawostki z historii Wielkopolski. W programie prezentowane są wydarzenia wielkie i oczywiste oraz drobne i zupełnie zapomniane, a także ciekawostki, archiwalne zdjęcia, komentarze ekspertów[93].

Kultura i sztuka
- To jest kino! (2019–2020) – w magazynie filmowym Wiesława Kota najnowsze premiery, nowinki, zagadki, skandale i awantury filmowe.
- Ale Kino! (2016) – relacje z 34. Międzynarodowy Festiwal Filmów Młodego Widza Ale Kino!
- POZkultura (2015-2021) – magazyn kulturalny, który pokazuje aspekty artystycznego życia regionu.
- Ukryte skarby (2016-2021) – twórcy zabierają widzów w podróże do miejsc niezwykłych, choć często zapomnianych, do zakątków, w których kształtowała się nasza państwowość i kultura.
- Szlakiem drewnianych kościołów (2020-2023) – w każdym odcinku programu jest prezentowany jeden kościół oraz historia jego powstania, legendy, które związane są z jego budową i patronów, którzy byli impulsem do budowy drewnianych świątyń.
- Kul-Tour (2022) – relacje z wydarzeń kulturalnych, reportaże z wystaw, kin, teatrów, scen muzycznych, etc. W programach również relacje z off-owych przedsięwzięć czy działań kultury ludowej. W każdym odcinku rozmowy z czołowymi postaciami świata kultury, a także wywiady z osobami wyróżniającymi się jej propagowaniem.
- Seans dla każdego (2020-2023) – program Wiesława Kota; to 30-minutowe lekcje, obrazujące historię kina od jego narodzin do czasów współczesnych, ilustrowane fragmentami filmowymi i fotografiami z epoki. Szczególne miejsce w programie zajmie kino polskie oraz ekranizacje lektur szkolnych.

Reportaże
- Na własne oczy (2016-2019) – prawdziwe historie w reportażach TVP3 Poznań. Ludzkie dramaty, pasje, sukcesy. Wspólne działania i akcje pomocowe.
- Telekurier wielkopolski (2022) – program prezentuje sprawy o charakterze śledczym i obyczajowym, sensacyjne zdarzenia, reporterskie interwencje, ludzkie dramaty i sukcesy, zwyczajnych, ale niezwykłych ludzi. Autorami reportaży są dziennikarze TVP3 Poznań. Poruszają w nich tematy niechętnie ujawniane, jak korupcja, łamanie prawa, przyzwolenie na przemoc.
- Widziane po drodze (2016-2024) – relacje reporterów TVP3 Poznań z najważniejszych i najciekawszych wydarzeń w całej Wielkopolsce[94].

Rolnictwo, przyroda i ekologia
- Wielkopolskie ekodebaty (2019)
- Windą do lasu (2019)
- EkoSfera (2019)
- Ekologiczna Wielkopolska (2018-2020)
- EKOlogika
- Kulinarna Wielkopolska (2018-2019) – program kulinarny o specjałach kuchni wielkopolskiej.
- Poza miastem (2016-2021) – program o wielkopolskiej wsi, z jej tradycjami i nowoczesnym, zróżnicowanym rolnictwem.
- Nowoczesna wieś (2019)
- Smaki tradycji
- Zielonym do góry
- Magazyn Krajobraz Wielkopolski

Inne
- Tarnowo Podgórne poziom bliżej (2017–2021)
- Kroniki Kórnika (2015–2018)
- Kroniki Opalenicy (2016-2020)
- Kroniki Pniew (2018)
- Kroniki Buku (2018)
- Szamotuły OK (2018-2019)
- Słowa poznania. Otwieramy Pismo Święte (2015-2024) – w cotygodniowych programach prezentowane są niedzielne Ewangelie oraz komentarze do nich, wygłoszone przez kapłanów[95].

### Programy TVP3 Poznań na antenach ogólnopolskich (niepełna lista)
Okres PRL-u
Jednym z pierwszych regularnie emitowanych programów na antenie ogólnopolskiej były Sylwetki X Muzy Czesława Radomińskiego, który rozpoczął realizację cyklicznego programu studyjno-filmowego już w 1959 roku. Od 1961 roku magazyn zaczął się ukazywać na antenie ogólnopolskiej. Do programu zapraszane były znane postaci kina takie jak m.in. Kalina Jędrusik, Magdalena Zawadzka, Daniel Olbrychski, Stanisław Mikulski czy Ludwik Benoit. Autor programu zapraszał jednak nie tylko aktorów najbardziej rozpoznawalnych. Jego gośćmi byli też – wówczas – mniej znani, czy też zupełnie początkujący. Sylwetki X Muzy ukazywały się na antenie przez ponad 20 lat, doczekał się prawie trzystu wydań, co było absolutnym rekordem ogólnopolskim.
W okresie PRL-u specjalnością oddziału, szczególnie w latach siedemdziesiątych, była produkcja programów prezentujących zarówno muzykę rozrywkową jak i poważną. Początkowo dokumentowano elementy folkloru oraz dokonania sztuki ludowej prezentowane m.in. w cyklu Chata pełna muzyki. Telewizja Poznań relacjonowała Międzynarodowe Konkursy Skrzypcowe im. Henryka Wieniawskiego, a także Festiwale Muzyczne w Łańcucie, Krynicy i Kudowie. W 1975 roku na antenie pojawił się autorski program Bogusława Kaczyńskiego Operowe qui pro quo, czyli inscenizowane na wesoło sceny z popularnych oper i operetek, a po nim także Przeboje Bogusława Kaczyńskiego. Lata siedemdziesiąte to również programy rozrywkowe m.in. przygotowywany od 1976 roku na antenę ogólnopolską program Muzyka Małego Ekranu w reżyserii m.in. Jerzego Gruzy, Mariusza Waltera, Stefana Mroczkowskiego, Krzysztofa Jaślara, gdzie rozsławiono Kabaret TEY, czy nieco wcześniejszy Alfabet rozrywki Stefana Mroczkowskiego.
W latach osiemdziesiątych kontynuowano tradycje związane z produkcją programów o muzyce, a także powstawały programy publicystyczne. Prezentowane często były koncerty m.in. Orkiestry Kameralnej Agnieszki Duczmal z Auli UAM, festiwale monograficzne Wielkiej Orkiestry Symfonicznej Polskiego Radia i Telewizji z Katowic, międzynarodowe festiwale chórów chłopięcych, oraz Konkursy Skrzypcowe im. Henryka Wieniawskiego. Inne znane realizacje ośrodka poznańskiego to: Stereo i w kolorze czy Śpiewnik domowy pod redakcją Anny Biedakowej, Emilii Skalskiej i Stefana Kulczyckiego. Od lutego 1988 roku przez ponad 15 lat ukazywał się program Wokół wielkiej sceny Piotra Nędzyńskiego. Poświęcony był nie tylko muzyce operowej, ale też baletowi i operetce. Informował o najważniejszych wydarzeniach muzycznych, prezentował wybitnych śpiewaków w inscenizowanych ariach, gościł dyrygentów, reżyserów, gwiazdy scen światowych. Gośćmi tego cyklu były polskie gwiazdy, m.in. Teresa Żylis-Gara, Stefania Toczyska, Ewa Podleś, Ryszard Karczykowski, czy Małgorzata Walewska, jak również najsłynniejsi artyści światowi, m.in. Placido Domingo, Montserrat Caballe, Claudio Abbado, Zubin Mehta czy Barbara Hendricks.
W lutym 1984 roku na antenie pojawił się po raz pierwszy program Zwierzęta wokół nas – podaj łapę, który ukazywał się przez ponad piętnaście lat na obu antenach ogólnopolskich i – obok cyklu Czesława Radomińskiego – była najdłużej obecnym na antenie programem. Audycja Ryszarda Podlewskiego Gwóźdź w bucie, która emitowana była od 1987 roku przez osiem lat biła rekordy popularności. Na szklanym ekranie była obecna również rozrywka. Satyryczny magazyn Kanał 5 ukazywał się w latach 1986–1988 i 1992–1993. Powstało ponad dwadzieścia odcinków, w którym wystąpiły takie gwiazdy jak Jan Kaczmarek i Kabaret Elita, czy Wojciech Młynarski, którzy na swój sposób komentowali zmiany zachodzące w kraju.
Po 1989 roku
- Święta wojna (2000-2009) – serial komediowy (TVP2)
- Telekurier (od 2000 roku) – program interwencyjny (TVP3)
- Kraj (TVP1)
- Co nam w duszy gra (TVP2)
- Agape (od 2018 roku) – magazyn prezentujący religijną aktywność Kościoła oraz środowisk z nim związanych w całej Polsce (TVP1 i TVP3)
- Ukryte skarby (2016-2021) – twórcy zabierają widzów w podróże do miejsc niezwykłych, choć często zapomnianych, do zakątków, w których kształtowała się nasza państwowość i kultura (TVP2)[98]

Opracowano na podstawie materiału źródłowego.

## Oprawa graficzna TVP3 Poznań

Plansza wywoławcza TV Poznań (2016-2020 w formacie 16:9)

### Plansza wywoławcza i sygnał Telewizji Poznań
Początkowo plansze wywoławcze były czarno-białe i przedstawiały zazwyczaj poznański ratusz oraz nazwę telewizji. Na przestrzeni lat zmieniał się krój liter i umieszczenie napisu z nazwą. Od końca lat 70. XX wieku plansza była wyświetlana w kolorze – poznański ratusz na błękitnym tle, a w jej górnej części, podzielony na dwa wiersze, czarny napis TELEWIZJA POZNAŃ o charakterystycznym cienkim kroju liter. Sygnałem wywoławczym jest zagrany na klawesynie fragment Roty w wersji instrumentalnej. 
Plansza była emitowana przed rozpoczęciem i po zakończeniu programów lokalnych w Dwójce do 30 grudnia 2010 roku. Od kwietnia 2016 roku jest ponownie emitowana na antenie TVP3 Poznań, natomiast została rozciągnięta do formatu 16:9. 
W 2020 roku została zmodyfikowana – dodano do niej animację latającego ptaka, a napis stał się biały. Plansza występuje w dwóch wersjach – dziennej, w której zdjęcie ratusza poznańskiego jest na ciemnoniebieskim tle oraz nocnej, gdzie niebieskie kontury są widoczne na czarnym tle.

### Logo TVP3 Poznań
| Okres wykorzystywania             | Opis | Ilustracja |
| --------------------------------- | --- | ---------- |
| 1 czerwca 1994 – jesień 2000      | Niebieski pochyły napis PTV, a po lewej stronie litery P widoczne są trzy paski: czerwony, zielony i błękitny. |            |
| jesień 2000 – 2001                | Do wcześniejszego logo dołączono „łyżwę” oraz cyfrę 3 podobnie jak w innych ośrodkach regionalnych. |            |
| jesień 2000 – 2001                | Po lewej stronie paski w barwach ówczesnej TVP. Obok obowiązujące w tamtym czasie logo nadawcy. Po prawej stronie cyfra 3. Paski z cyfrą 3 są połączone „łyżwą” nad której dolną częścią znajduje się napis Poznań. Na ekranie logo było emitowane w różnych wersjach. |            |
| 2001 – 6 marca 2003               | Logo podobne do poprzedniego, z tym że usunięto z niego „łyżwę” i rozszerzono napis Poznań. |            |
| 7 marca 2003 – 30 listopada 2007  | Nowe logo TVP, po prawej stronie cyferka 3, poniżej napis Poznań, wszystko w kolorze zielonym. Na ekranie logo krystaliczne (od 6 października do 30 listopada 2007 bez cyfry 3).                                                                                      |            |
| 1 grudnia 2007 – 31 sierpnia 2013 | Logo podobne do logo stacji TVP Info – zamiast napisu INFO jest napis Poznań. |            |
| 1 września 2013 – 1 stycznia 2016 | Białe logo TVP, poniżej napis Poznań; wszystko na zielonym tle. Logo występowało także w odwrotnej wersji kolorystycznej. |            |
| od 2 stycznia 2016 roku           | Na granatowym tle logo TVP3, pod spodem napis Poznań. 1 grudnia 2023 logo ekranowe zostało zmniejszone. |            |

## Dyrektorzy TVP3 Poznań
| okres pełnienia funkcji | okres pełnienia funkcji | imię i nazwisko                            |
| od                      | do                      | imię i nazwisko                            |
| ----------------------- | ----------------------- | ------------------------------------------ |
| 1 maja 1957             | 30 kwietnia 1958        | Jerzy Hoffmann                             |
| 1 maja 1958             | 31 marca 1972           | Marian Paluchowski                         |
| 1 kwietnia 1972         | 30 czerwca 1974         | Jerzy Sosnowski                            |
| 1 października 1974     | 28 lutego 1985          | Zbigniew Napierała                         |
| 1 marca 1985            | 31 grudnia 1985         | Mirosław Kwieciński                        |
| 1 stycznia 1986         | 31 października 1986    | Jerzy Lorych                               |
| 1 listopada 1986        | 30 kwietnia 1989        | Grzegorz Romanowski                        |
| 1 maja 1989             | 19 lutego 1990          | Włodzimierz Piekarski                      |
| 20 lutego 1990          | 4 marca 1994            | Marian Szymański                           |
| 4 marca 1994            | 14 października 1997    | Robert Kamiński                            |
| 14 października 1997    | 22 grudnia 1997         | Marek Patelka (jako p.o. dyrektora)        |
| 22 grudnia 1997         | 15 czerwca 2004         | Jarosław Hasiński                          |
| 15 czerwca 2004         | 31 grudnia 2006         | Krzysztof Nowak                            |
| 1 stycznia 2007         | 4 kwietnia 2007         | Jolanta Hajdasz (jako p.o. dyrektora)      |
| 4 kwietnia 2007         | 4 lutego 2009           | Jolanta Hajdasz                            |
| 4 lutego 2009           | 5 lutego 2012           | Lena Bretes-Dorożała                       |
| 6 lutego 2012           | 26 listopada 2012       | Lena Bretes-Dorożała (jako p.o. dyrektora) |
| 26 listopada 2012       | 22 lutego 2016          | Lena Bretes-Dorożała (ponownie)            |
| 22 lutego 2016          | 17 maja 2018            | Agata Ławniczak (jako p.o. dyrektora)      |
| 17 maja 2018            | 7 września 2023         | Agata Ławniczak                            |
| 7 września 2023         | 20 grudnia 2023         | Piotr Kierzkowski (jako p.o. dyrektora)    |
| 24 grudnia 2023         | 25 stycznia 2024        | Jarosław Bajew (jako p.o. dyrektora)       |
| 25 stycznia 2024        |                         | Jan Józefowski (jako p.o. dyrektora)       |

Opracowano na podstawie materiału źródłowego.